# Ammothella dawsoni
Ammothella dawsoni là một loài nhện biển trong họ Ammotheidae. Loài này thuộc chi Ammothella. Ammothella dawsoni được miêu tả khoa học năm 1971 bởi Child & Hedgpeth.